# Турчинський Володимир Євгенович
Турчи́нський Володи́мир Євге́нович (28 вересня 1963, Москва — 16 грудня 2009, Ногінський район) — російський спортсмен, рекордсмен у силових видах спорту. Популярний шоумен, теле- та радіоведучий, актор, співак. Найбільш відомий як учасник телешоу 1990-х «Бої гладіаторів», де виступав під псевдонімом «Динаміт».
Помер 16 грудня 2009 року від інфаркту в своєму будинку у селі Пашуково Ногінського району Московської області.